# Pascale Got
Pour les articles homonymes, voir Got.
Pascale Got, née le 1er avril 1961 à Royan (Charente-Maritime), est une femme politique française. Membre du Parti socialiste, elle est élue du département de la Gironde et ancienne députée. Elle retrouve son siège de députée du Médoc le 7 juillet 2024.

## Biographie
Diplômée de l'IUT de journalisme de Bordeaux en 1985, Pascale Got est membre du Parti socialiste (PS).
Pour son premier mandat de députée, elle est élue le 17 juin 2007, pour la XIIIe législature (2007-2012), dans la 5e circonscription de la Gironde en battant, au second tour, le député sortant Jean-François Régère (UMP) avec 50,4 % des suffrages.
Pascale Got est réélue députée le 17 juin 2012, pour la XIVe législature (2012-2017), dans la 5e circonscription de la Gironde en battant, au second tour, le candidat David Gordon-Krief (UMP) avec 61,9 % des suffrages.
Elle est élue secrétaire de l’Assemblée nationale le 27 juin 2012, et fait partie de facto du Bureau de la chambre basse.
Élue conseillère générale de la Gironde dans le canton de Castelnau-de-Médoc en 2011, elle est élue conseillère départementale dans le canton du Sud-Médoc lors des élections départementales de 2015, en binôme avec Dominique Fedieu.
Candidate à sa réélection lors des élections législatives de 2017, elle est battue d'une courte tête au second tour par Benoît Simian, candidat de La République en marche (LREM), avec 49,5 % contre 50,5 % des suffrages. Candidate socialiste désignée du Nouveau Front populaire, elle retrouve son siège sept ans plus tard en battant d'une courte avance le député du Rassemblement national sortant Grégoire de Fournas, et profite du désistement au second tour du candidat Horizons Stéphane Sense,.

## Synthèse des résultats électoraux

### Élections législatives
| Année | Parti  | Parti | Circonscription  | 1er tour | 1er tour | 1er tour | 2d tour | 2d tour | 2d tour | Issue |
| Année | Parti  | Parti | Circonscription  | Voix     | %        | Rang     | Voix    | %       | Rang    | Issue |
| ----- | ------ | ----- | ---------------- | -------- | -------- | -------- | ------- | ------- | ------- | ----- |
| 2007  |        | PS    | 5e de la Gironde | 16 450   | 28,11    | 2e       | 29 179  | 50,37   | 1re     | Élue  |
| 2012  | 27 011 | PS    | 5e de la Gironde | 45,37    | 1re      | 34 453   | 61,91   | 1re     | Élue    |       |
| 2017  | 10 220 | PS    | 5e de la Gironde | 18,56    | 2e       | 20 632   | 49,54   | 2e      | Battue  |       |
| 2024  | 26 631 | PS    | 5e de la Gironde | 31,79    | 2e       | 40 665   | 50,63   | 1re     | Élue    |       |

### Élections cantonales puis départementales
| Année | Parti     | Parti | Canton             | Binôme | 1er tour | 1er tour | 1er tour | 2d tour | 2d tour | 2d tour | Issue |
| Année | Parti     | Parti | Canton             | Binôme | Voix     | %        | Rang     | Voix    | %       | Rang    | Issue |
| ----- | --------- | ----- | ------------------ | ------ | -------- | -------- | -------- | ------- | ------- | ------- | ----- |
| 2011  |           | PS    | Castelnau-de-Médoc |        | 3 938    | 39,17    | 1re      | 6 972   | 68,19   | 1re     | Élue  |
| 2015  | Sud-Médoc | PS    | Dominique Fedieu   | 5 935  | 33,34    | 1re      | 7 402    | 39,03   | 1re     | Élue    |       |
| 2021  | Sud-Médoc | PS    | Dominique Fedieu   | 5 581  | 40,93    | 1re      | 7 227    | 52,45   | 1re     | Élue    |       |

## Détail des mandats et fonctions

### Mandat actuel
- Conseillère départementale du canton du Sud-Médoc (depuis le 2 avril 2015).

### Anciens mandats
- Conseillère municipale du Pian-Médoc (Gironde).
- Députée de la cinquième circonscription de la Gironde (2007-2017 ; depuis 2024).
- Conseillère générale du canton de Castelnau-de-Médoc (2011-2015).